# Antoine Duprat

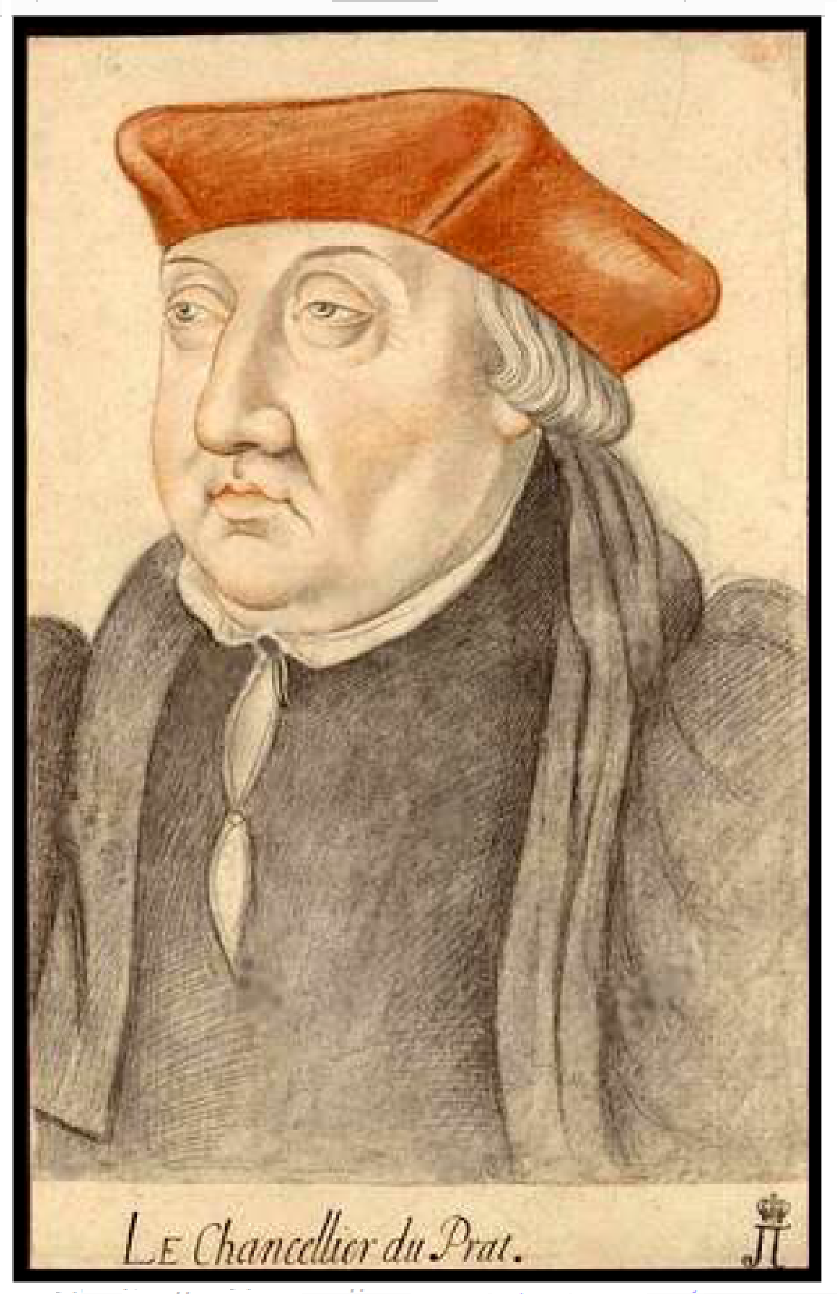
Antoine Duprat (omstreeks 1525)

Antoine Duprat (Issoire, 17 januari 1463 – Nantouillet, 9 juli 1535) was een Frans kanselier en kardinaal.

## Levensloop
Na een studie rechten, werd hij in 1507 eerste voorzitter van het Parlement van Parijs. In 1515 werd hij tot kanselier van Frankrijk en in 1519 van het pas aangehechte koninkrijk Bretagne aangesteld door koning Frans I. Duprat vergezelde Frans I op zijn veldtocht in Noord-Italië tijdens de Oorlog van de Heilige Liga. Na de Franse overwinning bij Marignano benoemde Frans I Duprat tot kanselier van het hertogdom Milaan.
Bij de rampzalig verlopen slag bij Pavia (1525) werd de koning gevangen genomen. Tijdens de gevangenschap van de koning, die duurde tot 1526, was Duprat een van de vier regenten die samen met de koningin-moeder Louise van Savoye het koninkrijk bestuurden. Dit waren verder Florimond Robertet, Odet van Foix en Karel van Bourbon-Vendôme. De in staatszaken bedreven Duprat kreeg al snel de overhand in de regentenraad.
Gabriel Hanotaux schreef in zijn "Recueil des instructions" over Duprat:
"...een van de meest notabele mannen van het oude Frankrijk, die als tweede na Richelieu kwam qua beslissende invloed die hij uitoefende op de lotsbestemming van zijn land."
Deze invloed moest de macht van het koninklijke absolutisme in Frankrijk versterken. Duprat liet geen werken na, maar moedigde wel de heropleving van boeken aan.

## Als geestelijke
Duprat begon een religieuze carrière in 1517, na de dood van zijn vrouw en steeg snel in de kerkelijke hiërarchie. Eerst als bisschop van Valence en van Die, daarna als aartsbisschop van Sens, als hoogste vertegenwoordiger van de rooms-katholieke kerk in Frankrijk in 1525. In 1528 combineerde hij dit alles met het bisdom Albi. In 1530 werd hij vervolgens pauselijk legaat (legata a latere) en daardoor werd hij de vertegenwoordiger van de paus als persoon in Frankrijk. In 1534 werd hij nog bisschop van Meaux.
De invloed van Duprat op het geestelijke leven in Frankrijk is gebleken door het ondertekenen van het Concordaat van Bologna en zijn mening over het opkomende protestantisme. Het Concordaat, in overleg met paus Leo X in Bologna getekend, maakte een eind aan de oude verkiezingen van kardinalen. Deze keer werd er berust in koninklijke benoemingen.
Duprat stond zeer orthodox tegenover het protestantisme. Margaretha van Valois, de hertogin van Étampes, en minister du Bellay probeerden hem toch over te halen naar het protestantisme. Nadat de Sorbonne en het parlement hun werken verbood, werden ze in 1534 ter dood veroordeeld.

## Adellijke titels
Van de Franse kroon kreeg hij meerdere adellijke titels voor zijn verdiensten aan Frankrijk en zijn strijd tegen keizer Karel V. Het gaat om heer van Nantouillet (waar hij een kasteel had), baron van Thiers en Thoury alsook graaf van Valteline.
- Biblioteca Nacional de España: XX6191900
- Bibliothèque nationale de France: cb149599259 (data)
- Gemeinsame Normdatei: 1011887711
- International Standard Name Identifier: 0000 0001 2130 2030
- Library of Congress Control Number: nr94036767
- Nationale Bibliotheek van Tsjechië: ola2017972217
- Nederlandse Thesaurus van Auteursnamen: 074591037
- Istituto Centrale per il Catalogo Unico: CNCV000193
- SNAC: w6cv7m6n
- Système universitaire de documentation: 077279352
- Virtual International Authority File: 44184016
- WorldCat: E39PBJvCTRgYPbw447QCpF9JjC